# Yoon Tae-il
Yoon Tae-il (hangul: 윤태일), född den 19 november 1964, är en sydkoreansk handbollsspelare.
Han tog OS-silver i herrarnas turnering i samband med de olympiska handbollstävlingarna 1988 i Seoul.